# Розлучимося — поки хороші
«Розлучимося — поки хороші» (рос. «Расстанемся — пока хорошие») — радянський художній фільм 1991 року, режисера Володимира Мотиля. Екранізація новели «Дудка старого Хасана» з роману Фазіля Іскандера «Сандро з Чегема».

## Сюжет
Баграт — абхазький горець, що ставить честь і справедливість вище всього. Княгиня не може винести того, що Баграт перемагає у всіх змаганнях її сина. Всі хороші якості Баграта лише викликають її ненависть. Був у Баграта чудовий кінь, і став цей кінь предметом розбрату і смерті сина княгині.

## У ролях
- Георгій Дарчіашвілі — Баграт Кяпш
- Людмила Потапова — Ленала
- Сергій Максимов — Осман Чачба, син княгині
- Галина Умпелєва — княгиня Чачба
- Володимир Січкар — Лагу
- Нана Андронікашвілі — Гуранда Кяпш, сестра Баграта
- Мухаммад-алі Махмадов — Талбей
- Дагун Омаєв — Кадир
- Ісфандієр Гулямов — Арсентій, грек
- Жульєн Росалес — Мікіс, син Арсентія
- Муса Дудаєв — мула
- В'ячеслав Кириличев — епізод
- Юлія Рутберг — Аду, прислуга княгині
- Едуардас Кунавічюс — Тачкун
- Олександр Бурєєв — Хіш
- Барасбі Мулаєв — батько Баграта
- Далер Маджидов — Іса
- Галина Семенова — епізод
- Руслан Газаєв — епізод
- Аліна Покровська — Ендзелла (епізод)

## Знімальна група
- Режисер — Володимир Мотиль
- Сценарист — Володимир Мотиль
- Оператор — Володимир Ільїн
- Композитор — Геннадій Гладков
- Художник — Віктор Юшин
- Продюсер — Сергій Сендик